# Фанджо
Фанджо (фр. Fango корс. Fangu) — річка Корсики (Франція). Довжина 22,6 км, витік знаходиться на висоті 2 000 метрів над рівнем моря на схилах гори Капо Тафонато (Capo Tafonato) (2335 м). Впадає в Середземне море.
Протікає через комуни: Альбертачче, Мансо, Галерія і тече територією департаменту Верхня Корсика та кантонами: Нйолу-Омезза (Niolu-Omessa), Каленцана (Calenzana).